# كهف أبو ضباع
كهف أبو ضباع أحد كهوف منطقة المدينة المنورة غرب المملكة العربية السعودية، يقع في حرة خيبر بالقرب من المدينة المنورة.